# Patton Electronics
Patton Electronics Co. – amerykańskie przedsiębiorstwo informatyczne, jedno z większych w branży.
Początkowo firma zajmowała się głównie produkcją modemów i urządzeń komunikacyjnych dla branży telekomunikacyjnej.
Firma powstała w 1984 roku, a założycielami jej byli bracia Bobby i Burt Patton. Po dwóch latach działalności do zespołu dołączył ich ojciec Robert Patton.
W chwili obecnej firma posiada 170 pracowników, produkuje ponad 300 urządzeń różnego typu.
Patton posiada certyfikat ISO 9001 producenta. Wszystkie produkty firmy posiadają znak CЄ i inne wymagane certyfikaty, takie jak CTR-12 i CTR-13 G.703/G.704.
Urządzenia Pattona są dostępne na całym świecie - ponad połowa przychodów firmy pochodzi z od międzynarodowych klientów. Patton z siedzibą w Gaithersburg, Maryland prowadzi działalność sprzedaży i wsparcia w Europie Zachodniej, Europie Środkowo-Wschodniej, Azji i Pacyfiku, Bliskiego Wschodu, Ameryki Łacińskiej i Karaibów.
Obecnie w portfolio firmy znajdują się:
- Bramki i Routery VoIP Serii SmartNode i SmartLink
- Serwery RAS
- Modemy G.HDSL / DSL
- Koncentratory G.HDSL / DSL
- Ethernet Extendery
- Routery IP(V.35, X.21, E1)
- Konwertery Standardów transmisyjnych
- Modemy sygnalizacyjne dla automatyki przemysłowej SRM
- Multiplexery
- Wielofunkcyjne urządzenia ForeFront
- Zabezpieczenia przeciwprzepięciowe
- Baluny
- Modemy światłowodowe
- NTU CSU/DSU